# Какыр-Пилтан
Какыр-Пилтан (кирг. Какыр-Пилтан) — село в Араванском районе Ошской области Кыргызстана. Входит в состав Нурабадского айылного аймака.

## География
Село расположено в западной части области, на расстоянии приблизительно 1 километра (по прямой) к северо-западу от села Араван, административного центра района. Абсолютная высота — 665 метров над уровнем моря.

## Население
Согласно оценочным данным Национального статистического комитета Кыргызской Республики, численность населения села на начало 2023 года составляла 2584 человека.
| год     | 2009 | 2014 | 2015 | 2020 | 2021 | 2023 |
| ------- | ---- | ---- | ---- | ---- | ---- | ---- |
| человек | 1565 | 1801 | 1900 | 2347 | 2384 | 2584 |